# Augstsee
Der Augstsee ist ein Bergsee am Loserplateau im Toten Gebirge in der Steiermark, Österreich. Der See liegt auf 1643 m ü. A., etwa 1 km vom Ende der Loser-Panoramastraße. Er ist etwa 300 m lang und 125 m breit. Seine maximale Tiefe beträgt 9 m, der Wasserspiegel wurde jedoch künstlich etwa um 0,5 m gehoben. Im Norden wird der See von der markanten Felspyramide des Atterkogels überragt. Er ist im Besitz der Österreichischen Bundesforste.

## Natur
Der See ist etwa 5 Monate im Jahr von einer Eisschicht bedeckt. Als einzige Pflanzen haben sich Wasserschlauchgewächse und Armleuchteralgen angesiedelt. Der See ist ein Fischgewässer, in dem Gründlinge und Bachschmerlen leben. Der Augstsee ist ein wichtiges Laichgewässer für Grasfrosch (Rana temporaria) und Erdkröte (Bufo bufo), das  durch Besatz mit Aitel (Leuciscus cephalus) und Seesaibling (Salvelinus alpinus) als Amphibien‐Laichgewässer jedoch entwertet wurde.

## Naturschutz
Er liegt im Europaschutzgebiet Totes Gebirge mit Altausseer See (FFH/BSG, AT2243000/Nr. 35)  und Naturschutzgebiet Totes Gebirge West (NSa 16).

## Trivia
Im Hochsommer kann sich das Wasser auf bis zu 20 °C erwärmen (selten auch darüber). Tauchen ist nur nach Absprache mit den Österreichischen Bundesforsten erlaubt.
2008 wurde der See als Kulisse für den Film Der letzte Tempelritter (erschienen 2011) mit Nicolas Cage gewählt.